# Пасаријано (Удине)
Пасаријано је насеље у Италији у округу Удине, региону Фурланија-Јулијска крајина.
Према процени из 2011. у насељу је живело 182 становника. Насеље се налази на надморској висини од 34 м.